# Roche réservoir
Une roche réservoir est une formation rocheuse dont la porosité permet l'accumulation de fluides. Cette porosité est naturellement occupée par de l'eau mais, dans des contextes structuraux ou stratigraphiques particuliers, l'eau peut être remplacée par du pétrole ou du gaz naturel (ou plus rarement par de l'hydrogène dit « blanc » ou de l'hélium). Les roches réservoirs sont parfois utilisées par l'homme pour le stockage souterrain de dioxyde de carbone (cas du réservoir de Lacq).

## Classification en géologie pétrolière
En géologie pétrolière, la roche réservoir est l'une des trois composantes d'un système pétrolier, avec la roche-mère et la roche couverture. On distingue :
- les réservoirs conventionnels, qui présentent une haute perméabilité (généralement des grès ou des calcaires)[2] ;
- les réservoirs non conventionnels, à la perméabilité faible (principalement des shales et des mudstones).

## Propriétés

Répartition des fluides dans la porosité d'une roche réservoir : l'eau gravitaire circule dans la macroporosité, l'eau capillaire occupe la mésoporosité et l'eau pelliculaire la microporosité.

La qualité des roches réservoirs et leur classification dépendent des valeurs de leur porosité et de leur perméabilité.

### Porosité
La porosité d'une roche est le rapport du volume de vide (pores) au volume total de la roche :
{\displaystyle \varphi ={\frac {\text{volume de vide (pores)}}{\text{volume de roche total}}}}
Cette porosité est en général inter-granulaire (entre les grains d'une roche détritique) mais peut également être fissurale (à l'intérieur de fractures). 
Lors de l'étude d'un réservoir, on distingue :
- la porosité absolue ou totale ({\displaystyle \varphi _{\mathrm {a} }}) correspondant au volume total de vide dans la roche ;
- la porosité effective ({\displaystyle \varphi _{\mathrm {e} }}) correspondant au volume des pores interconnectés (porosité permettant la circulation des fluides à l'intérieur de la roche) ;
- la porosité efficace ({\displaystyle p_{\mathrm {e} }}) correspondant au volume de pore occupé par un fluide mobile (ou « libre »)[3], par opposition à :
- la capacité de rétention ({\displaystyle c_{\mathrm {r} }}) correspondant à la quantité de fluide fixée par capillarité (fluides pelliculaires, hygroscopiques et capillaires)[3].

La porosité absolue est la somme des composantes {\displaystyle p_{\mathrm {e} }} (porosité efficace) et {\displaystyle c_{\mathrm {r} }} (capacité de rétention). Plus les particules d'une roche réservoir sont de petite taille, plus la surface de grain disponible augmente, plus {\displaystyle p_{\mathrm {e} }} diminue et {\displaystyle c_{\mathrm {r} }} augmente. Ainsi, les argiles ont généralement une porosité totale plus grande que les sables mais ont de par la taille et la géométrie des grains une porosité efficace quasi nulle :
| Roche réservoir    | Porosité totale ({\displaystyle \varphi _{\mathrm {a} }}) | Porosité efficace ({\displaystyle p_{\mathrm {e} }}) |
| ------------------ | --------------------------------------------------------- | ---------------------------------------------------- |
| Sables et graviers | 25 à 40 %                                                 | 15 à 25 %                                            |
| Sable fin          | 30 à 35 %                                                 | 10 à 15 %                                            |
| Argile             | 40 à 50 %                                                 | 1 à 2%                                               |
| Craie              | 10 à 40 %                                                 | 1 à 5 %                                              |
| Calcaire           | 1 à 10 %                                                  | 10 à 50 %                                            |

### Perméabilité
La perméabilité, généralement notée k, est une propriété des matériaux qui caractérise leur facilité à permettre le transfert de fluide au travers de leur porosité. Elle intervient dans la loi de Darcy, qui exprime comment le débit de fluide dépend du gradient de pression appliqué à la roche :
{\displaystyle Q={\frac {k}{\eta }}\left({\frac {\Delta \,P}{\Delta x}}\right)S}
où Q désigne le débit, k la perméabilité, η la viscosité du fluide, (ΔP/Δx) le gradient de pression et S la section de l'échantillon. En isolant k on obtient :
{\displaystyle k=\eta \,{\frac {Q}{S}}\left({\frac {\Delta \,x}{\Delta P}}\right)}

## Type de fluides

Piège structural dans un anticlinal, hydrocarbures en rouge, roche réservoir en jaune, roche couverture en vert

Piège structural contre une faille normale, hydrocarbures en rouge, roche réservoir en jaune, roche couverture en vert

### Aquifères
En domaine continental, on parle d'aquifère quand une roche réservoir possède une perméabilité importante et que sa porosité est occupée par de l'eau douce. Un aquifère est dit « captif » lorsqu'il est isolé des eaux de surface par un niveau géologique imperméable et « libre » quand il est en contact avec la surface. L'évolution des gradients de pression notamment liée aux activités anthropiques (pompage ou injection géothermique) peut provoquer au niveau des littoraux la formation de biseaux salés c'est-à-dire l'incursion d'eau salée dans une roche réservoir auparavant pleine d'eau douce.

### Systèmes pétroliers
Lors de la production de pétrole et de gaz naturel par une roche-mère, les hydrocarbures remontent vers la surface à travers la porosité des roches réservoirs grâce à deux mécanismes :
- La pression lithostatique, pression de la colonne de roche tendant à comprimer les roches les plus profondes en diminuant leurs porosités
- La densité, la masse volumique des hydrocarbures étant inférieures à celle de l'eau et cette dernière étant présente initialement dans la plupart des roches réservoirs, les hydrocarbures vont remonter pour « flotter » sur les nappes d'eau.

Dans leur ascension vers la surface, les hydrocarbures peuvent s'accumuler dans un piège stratigraphique ou structural. On parle alors de réservoir pétrolier où sont présents en général gaz naturel, pétrole et eau (salée ou non). Le gaz est au sommet de la colonne, flottant sur le pétrole, lui-même flottant sur l'eau.